# Raf Coppens
Raf Coppens (Wieze, 15 augustus 1965) is een Vlaamse cabaretier en komiek.

## Biografie
Coppens begon zijn carrière als leraar bouw aan het VTI (Vrij Technisch Instituut) te Aalst. Hij begon als sneltreincabaretier in 1991 met een cabaretduo De Anonieme Artiesten en won verscheidene prijzen als de Humorologie-Marke en de Humo's Comedy Cup.
Daarnaast schreef hij regelmatig weekrubrieken voor de kranten Het Nieuwsblad en Het Volk. Van 2004 tot 2008 bracht hij elk jaar een eindejaarsconference op VTM.
Coppens lijdt aan een bipolaire stoornis, waardoor hij vroeger geregeld kampte met depressies. Via medicijngebruik kon hij hier beter mee omgaan en hij verwerkte zijn aandoening ook als thema in zijn comedy-voorstellingen.

## Voorstellingen
- VBTRMT (1992)
- Twaalf Stielen, Stinkend Rijk (1994)
- België — sneltreincabaret (6 grappen per minuut) (1996)
- Raf Coppens Thuis (1997)
- Raf Coppens Komt Op (1998)
- Strafwerk (2000)
- Neuro (2002)
- Lang Zal Hij Leven (2004)
- Het Gaat Toch Rap (2005)
- In 't Midden (2005-06)
- Het Leven Zoals Het Is: Raf Coppens (2007)
- Il est cinq heures, Paris... (2008) (duo-show met Ludo Vandeau)
- Trop is te veel (2009)
- Overschot van gelijk (2000)
- Koning Voetbal (2012)
- 25 * 25 jaar (2014)
- De Grote Raf Coppens Show (2017)
- Verkiezingsshow (2018) (2019)
- Mijn Werk (2020)
- Eet (2023)

## Discografie
- Ontdek me (1994) CD met 6 nrs onder de artiestennaam "De Anonieme Artiesten''
- Frans van Maria (1994) Vinyl singel 45 t  uit de cd Ontdek van "De Anonieme Artiesten"
- Ongewenst zangerschap (1996) CD met 12 nrs  en 3 sketches van "De Anonieme Artiesten"
- Strafwerk (2001)
- Neuro (2002)
- Lang Zal Hij Leven (2004)
- Het Gaat Toch Rap (2005)
- Depressief (2009)
- Had Ik Maar Kanker (2011)
- Schlagers (2018)

## Dvd
- In't Midden (2006)
- 25 * 25 (2015)

- International Standard Name Identifier: 0000 0003 9258 5132
- MusicBrainz: 4924967f-6985-4da6-9310-1126f1a9a0c1
- Nederlandse Thesaurus van Auteursnamen: 261783920
- Virtual International Authority File: 286708742
- WorldCat: E39PBJwCXK3Y7PkVD9kmCPxdQq